# Алдо Калулу
Алдо Нсавила Калулу Кјатенгва (фр. Aldo-Nsawila Kalulu Kyatengwa; Лион, 21. јануар 1996) фудбалер је који игра на позицијама офанзивног везног играча и нападача. Тренутно наступа за Партизан.

## Клупска каријера
Калулу је прошао млађе катеогорије  Олимпик Лиона и на почетку сениорске каријере је играо за Б тим овог клуба. За први тим Олимпик Лиона дебитовао је у сезони 2015/16. У тој сезони забележио је 10 наступа у француској Лиги 1 и постигао је два гола. Провео је и први део наредне 2016/17. у Лиону, забележио још четири првенствена наступа, након чега је почетком 2017. прослеђен на позајмицу у француског прволигаша Рен. У сезони 2017/18. је поново играо на позајмици, али овога пута у друголигашу Сошоу. У јуну 2018. потписао је трогодишњи уговор са швајцарским Базелом. Након сезоне 2018/19. у којој је са Базелом освојио и швајцарски Куп, Калулу је у јулу 2019. прослеђен на једногодишњу позајмицу у Свонзи Сити са којим је наступао у Чемпионшипу. Провео је у Базелу затим и сезону 2020/21. након чега му је истекао уговор. У јуну 2021. се вратио у Сошо и у наредне две године је као стандардан првотимац наступао за клуб у француског другој лиги. У јуну 2023. потписао је трогодишњи уговор са београдским Партизаном.

## Репрезентација
Калулу је рођен у Француској али је пореклом из Демократске Републике Конго. Наступао је за репрезентацију Француске до 18 година. Током 2023. године је дебитовао за сениорску репрезентацију ДР Конго.